# Yamanaka Shin'ya
Yamanaka Shin'ya (山中 伸弥 (Sơn Trung Thân Di) Yamanaka Shin'ya) (sinh ngày 4.9.1962 tại Higashiōsaka, Osaka) là bác sĩ y khoa người Nhật Bản và nhà nghiên cứu tế bào gốc của người trưởng thành. Ông làm giáo sư ở Viện Công nghệ Tiên tiến Nara, nhà nghiên cứu cấp cao ở "Viện J. David Gladstone trực thuộc Đại học California tại San Francisco" và giáo sư khoa Giải phẫu ở Đại học California tại San Francisco (UCSF). Năm 2009, ông đã được trao Giải Albert Lasker cho nghiên cứu Y học cơ bản.
Năm 2012, ông được trao Giải Nobel Y học cùng với John Gurdon (Học viện Gurdon tại Cambridge, Anh) nhờ vào công trình nghiên cứu tái tạo tế bào gốc ở người trưởng thành.

## Sự nghiệp
Ông đậu bằng bác sĩ y khoa ở Đại học Kobe năm 1987 và bằng tiến sĩ tại Khoa Y khoa Sau Đại học (Đại học Thành phố Osaka) năm 1993. 
- Từ năm 1987 tới 1989, Yamanaka làm bác sĩ nội trú khoa phẫu thuật chỉnh hình ở Bệnh viện quốc lập Osaka.
- Từ năm 1993 tới 1995, ông là nghiên cứu sinh sau tiến sĩ tại Viện Tim Mạch Gladstone, trực thuộc Đại học California tại San Francisco.
- Từ năm 1995 tới 1996, ông là nhà nghiên cứu trong biên chế của Viện Tim Mạch Gladstone nói trên.
- Từ năm 1996 tới 1999, ông làm giáo sư phụ tá ở Khoa Y học Đại học Thành phố Osaka.
- Từ năm 1999 tới 2003, ông là phó giáo sư ở Viện Công nghệ Tiên tiến Nara.
- Từ năm 2003 tới 2005, ông là giáo sư ở Viện Công nghệ Tiên tiến Nara.
- Từ năm 2004 tới nay, ông là giáo sư ở Viện Nghiên cứu Y khoa Tái sinh, Đại học Kyoto.[1]
- Năm 2006, ông và đội nghiên cứu của ông đã tạo ra các Induced Pluripotent Stem Cell (Tế bào gốc đa năng được tạo ra) - tế bào gốc đa năng từ nguyên bào sợi của chuột trưởng thành.
- Năm 2007, ông và đội nghiên cứu đã tạo ra được "Induced Pluripotent Stem Cell" từ nguyên bào sợi của người trưởng thành.

## Giải thưởng và Vinh dự
- 2007, Yamanaka Shin'ya được công nhận là "Person Who Mattered" (Nhân vật quan trọng) thuộc Time Person of the Year (Nhân vật của năm của tạp chí Time).[2]
- 2007 Giải nghiên cứu Ung thư Meyenburg [3][4]
- 2008 Yamanaka Shin'ya được đề cử vào chung kết trong 100 nhân vật của báo Time (Time 100) năm 2008.[5]
- 2008 Giải Yamazaki-Teiichi về Khoa Sinh học & Công nghệ
- 2008 Giải Robert Koch
- 2008 Giải Shaw về Khoa học đời sống & Y học[6][7][8]
- 2008 Giải tưởng niệm Sankyo Takamine[9]
- 2009 Giải Rosenstiel cho Công trình xuất sắc trong Nghiên cứu Y học cơ bản[10]
- 2009 Giải quốc tế Quỹ Gairdner[11]
- 2009 Giải Albert Lasker cho nghiên cứu Y học cơ bản
- 2010 Giải March of Dimes về Sinh học phát triển
- 2010 Giải Kyoto về Công nghệ sinh học và Công nghệ Y học.[12]
- 2010 Giải Balzan cho công trình nghiên cứu sinh học và Tế bào gốc.[13]
- 2012 Giải Nobel Sinh lý và Y khoa (với John Gurdon): cho việc phát hiện tế bào trưởng thành có thể đổi thành tế bào gốc.